# بيت رشيد (الحد)

تعديل مصدري - تعديل

بيت رشيد هي إحدى قرى عزلة الحد بمديرية الحد التابعة لمحافظة لحج، بلغ تعداد سكانها 298 نسمة حسب تعداد اليمن لعام 2004.